# 31 august
ianuarie • februarie • martie  • aprilie  • mai  • iunie  • iulie  • august  • septembrie  • octombrie  • noiembrie  • decembrie
31 august este a 243-a zi a calendarului gregorian și a 244-a zi în anii bisecți. Mai sunt 122 de zile până la sfârșitul anului.

## Evenimente

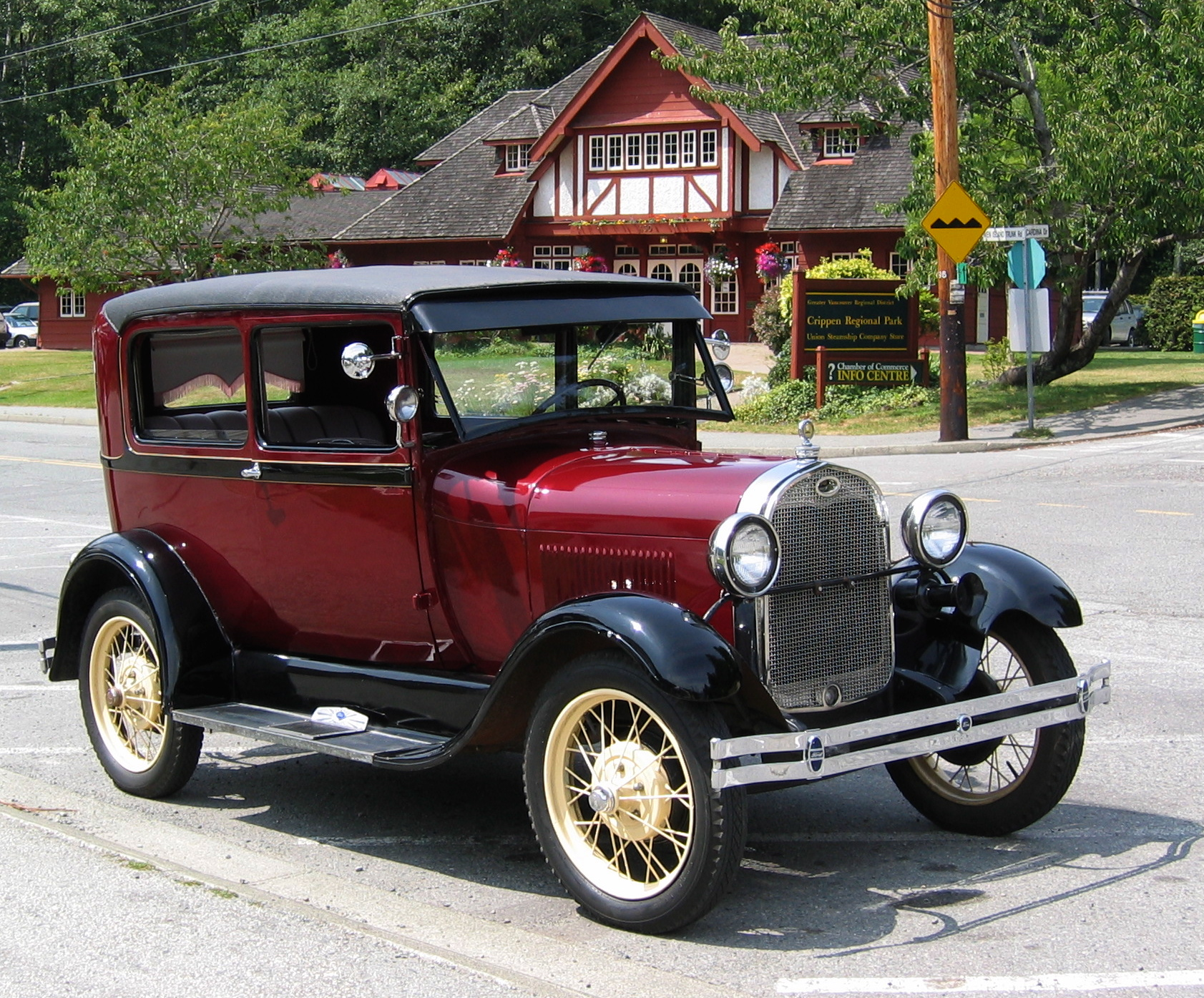
1931: Ford Motor Company oprește producția modelului A (foto). Modelul B va înlocui seria.

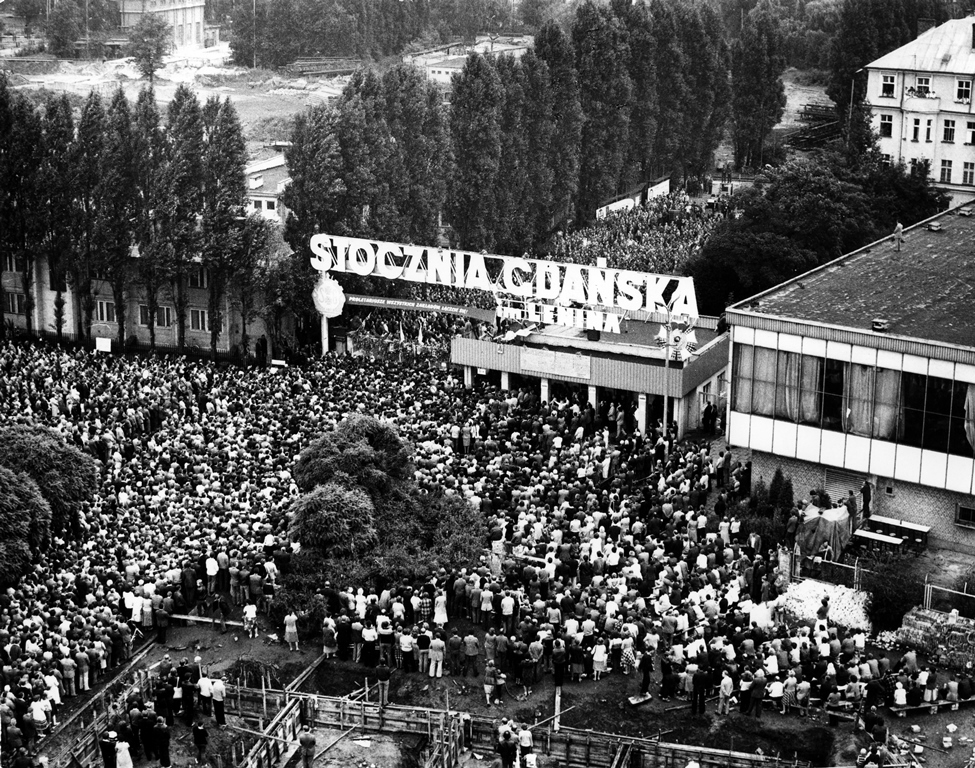
1980: După două luni de grevă, guvernul polonez a fost de acord cu revendicările muncitorilor, recunoscând sindicatul independent "Solidaritatea".

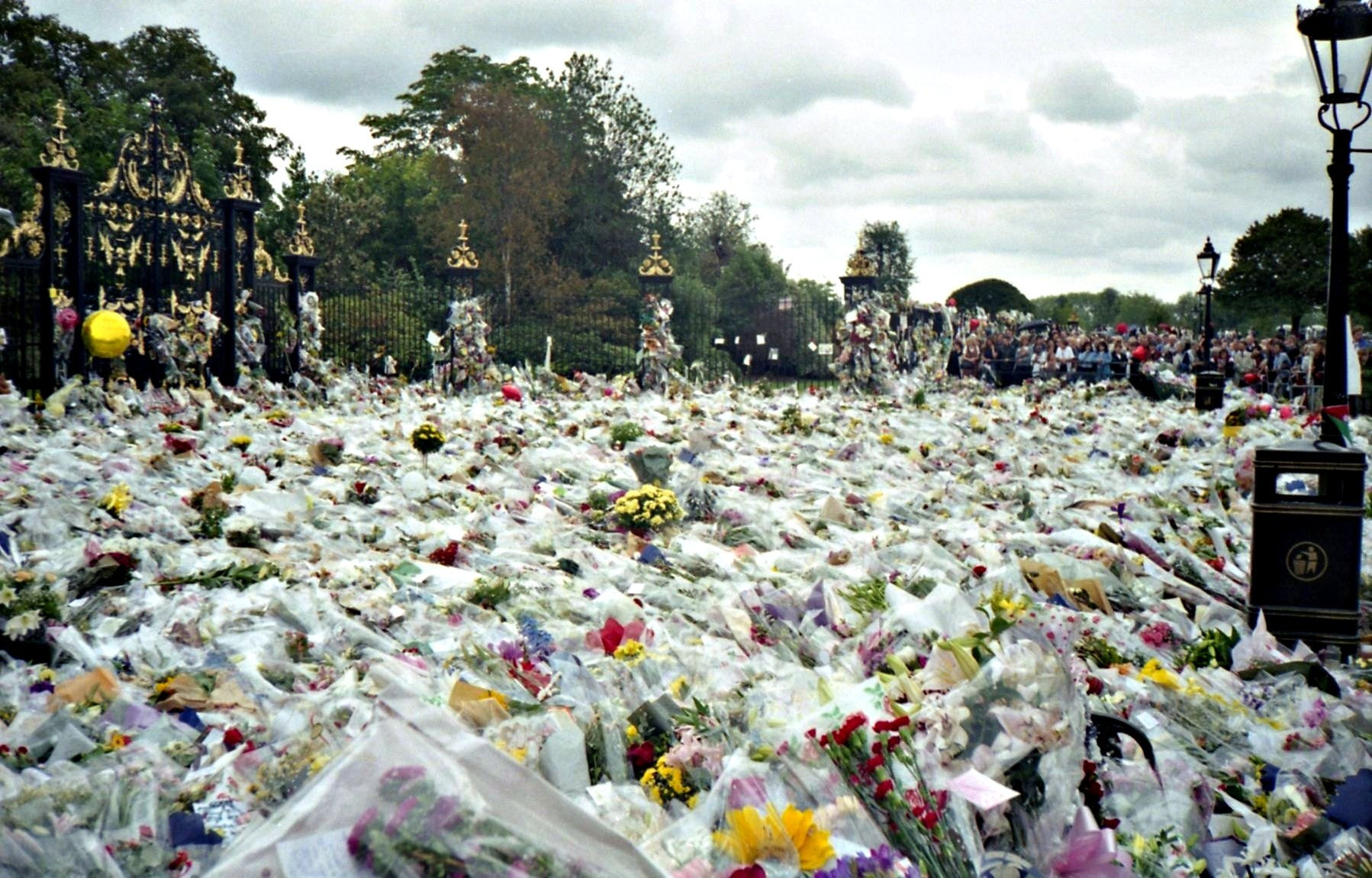
1997: Diana, Prințesă de Wales moare într-un accident de mașină la Paris. În imagine flori lăsate în afara Palatului Kensington ca omagiu pentru prințesa de Wales.

- 1056: După o boală bruscă de câteva zile, împărăteasa bizantină Teodora moare fără copii, acest lucru ducând la sfârșitul dinastiei macedoniene.
- 1302: Are loc Pacea de la Caltabellotta care își propune să rezolve conflictul dintre Casa de Anjou și Casa de Barcelona privind proprietatea din sudul Italiei. Regatul Siciliei este împărțit: Frederic al II-lea de Aragon primește insula ca domeniul al său, Carol al II-lea de Neapole primește teritoriile peninsulare (Mezzogiorno), numite de contemporani tot regat al Siciliei, însă reținute de istoriografia modernă drept Regatul Neapolelui.
- 1314: Regele Haakon al V-lea al Norvegiei mută capitala de la Bergen la Oslo.
- 1422: Henric al VI-lea a devenit rege al Angliei la vârsta de opt luni, după moartea tatălui său, Henric al V-lea. Afacerile guvernului vor fi conduse de un consiliu de regență până la majoratul monarhului.
- 1803: Meriwether Lewis și William Clark au pornit din Pittsburgh, Pennsylvania, în expediția lor de explorare a regiunii obținute de Statele Unite prin achiziția Louisianei.
- 1876: La numai trei luni de la preluarea mandatului, sultanul otoman Murat al V-lea este succedat de fratele său, Abdul-Hamid al II-lea, pe motiv că ar fi fost bolnav mintal, însă adversarii săi ar fi putut folosi acest motiv pentru a opri punerea în aplicare a reformelor sale democratice.
- 1888: Este ucisă Mary Ann Nicholls, prima victimă a lui Jack Spintecătorul.
- 1895: Contele german Ferdinand von Zeppelin patentează Zeppelinul (balonul navigabil).
- 1897: Thomas Edison a obținut un patent pentru inventarea kinetoscopului, un strămoș al proiectorului cinematografic.[1]
- 1907: Anglia, Rusia și Franța formează Tripla Înțelegere.
- 1931: Corneliu Zelea Codreanu a fost ales deputat.
- 1931: După construirea a 4.320.446 vehicule, Ford Motor Company oprește producția modelului A. Modelul B înlocuiește seria.
- 1934: Ion Rusu Abrudeanu, publicist, om politic, deputat și senator român.
- 1939: Germania nazistă montează un atac organizat de postul de radio Gleiwitz, creând o scuză pentru a ataca Polonia, în ziua următoare, astfel, începând al Doilea Război Mondial în Europa.
- 1944: Trupele sovietice au intrat în  București.
- 1963: Inaugurarea "telefonului roșu", legatura telefonică directă dintre președinții american și sovietic.
- 1980: După două luni de grevă, guvernul polonez a fost de acord cu revendicările muncitorilor, recunoscând sindicatul independent "Solidaritatea".
- 1986: În regiunea Vrancea s-a înregistrat un cutremur cu magnitudinea de 6,95 grade pe scara Richter.
- 1986: Linia de pasageri sovietică Amiralul Nakhimov se scufundă în Marea Neagră după ce s-a ciocnit cu nava de marfă, Piotr Vasev, ucigând 423 din cele 1.234 aflate la bord.
- 1989: Adoptarea prin lege a limbii române ca limbă oficială pe teritoriul Republicii Moldova și revenirea la alfabetul latin.
- 1991: Kârgâzstan și Uzbekistan își declară independența față de Uniunea Sovietică.
- 1994: Retragerea trupelor rusești din Germania.
- 1997: Diana, Prințesă de Wales, prietenul ei Dodi Fayed și șoferul Henri Paul mor într-un accident de mașină la Paris.
- 1998: Coreea de Nord anunță lansarea primului său satelit, Kwangmyongsong.
- 2006: Faimoasa pictură a lui Edvard Munch, Țipătul, versiunea executată în tempera pe carton în 1910, furată la 22 august 2004 de la muzeul Munch, este recuperată de poliția norvegiană.
- 2016: Președintele Braziliei, Dilma Rousseff, este revocată din funcție fiind acuzată de abateri administrative penale și nesocotire a bugetului federal.[2][3]

## Nașteri
- 0012: Caligula, împărat roman (d. 41)
- 0161: Commodus, împărat roman (d. 192)
- 1542: Isabella de' Medici, ducesă de Bracciano (d. 1576)
- 1633: Guillaume Amontons, fizician francez (d. 1705)
- 1786: Michel Eugene Chevreul, chimist francez (d. 1889)
- 1797: Ramón Castilla, președintele statului Peru în 1844, 1845-1851, 1855-1862, 1863 (d. 1867)
- 1819: Gedeon Ács, scriitor, memorialist și revoluționar pașoptist maghiar (d. 1887)
- 1821: Hermann von Helmholtz, om de știință german (d. 1894)
- 1834: Amilcare Ponchielli, compozitor de operă (d. 1886)
- 1870: Maria Montessori, medic și pedagog italian (d. 1952)
- 1871: Ernst al II-lea, Duce de Saxa-Altenburg (d. 1955)
- 1879: Împăratul Taishō, al 123-lea împărat al Japoniei (d. 1926)
- 1879: Alma Mahler-Werfel, personalitate austriaco-americană (d. 1964)
- 1880: Ștefan Braborescu, actor, regizor, profesor român (d. 1971)

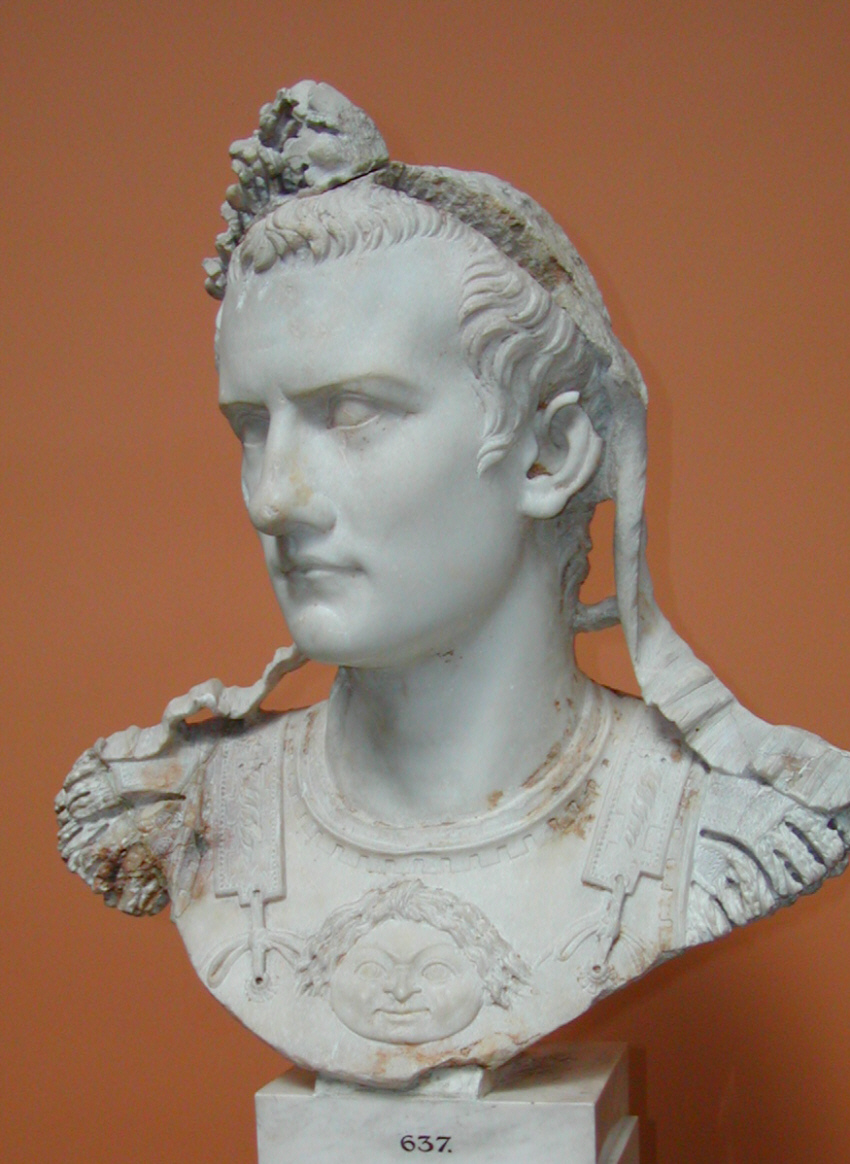
Caligula, împărat roman
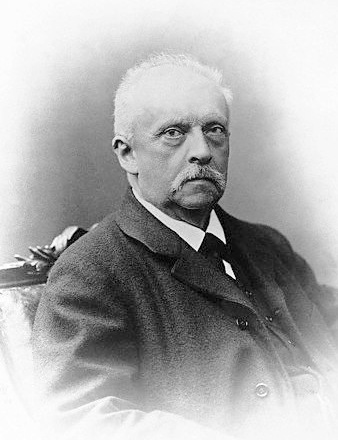
Hermann von Helmholtz, om de știință german
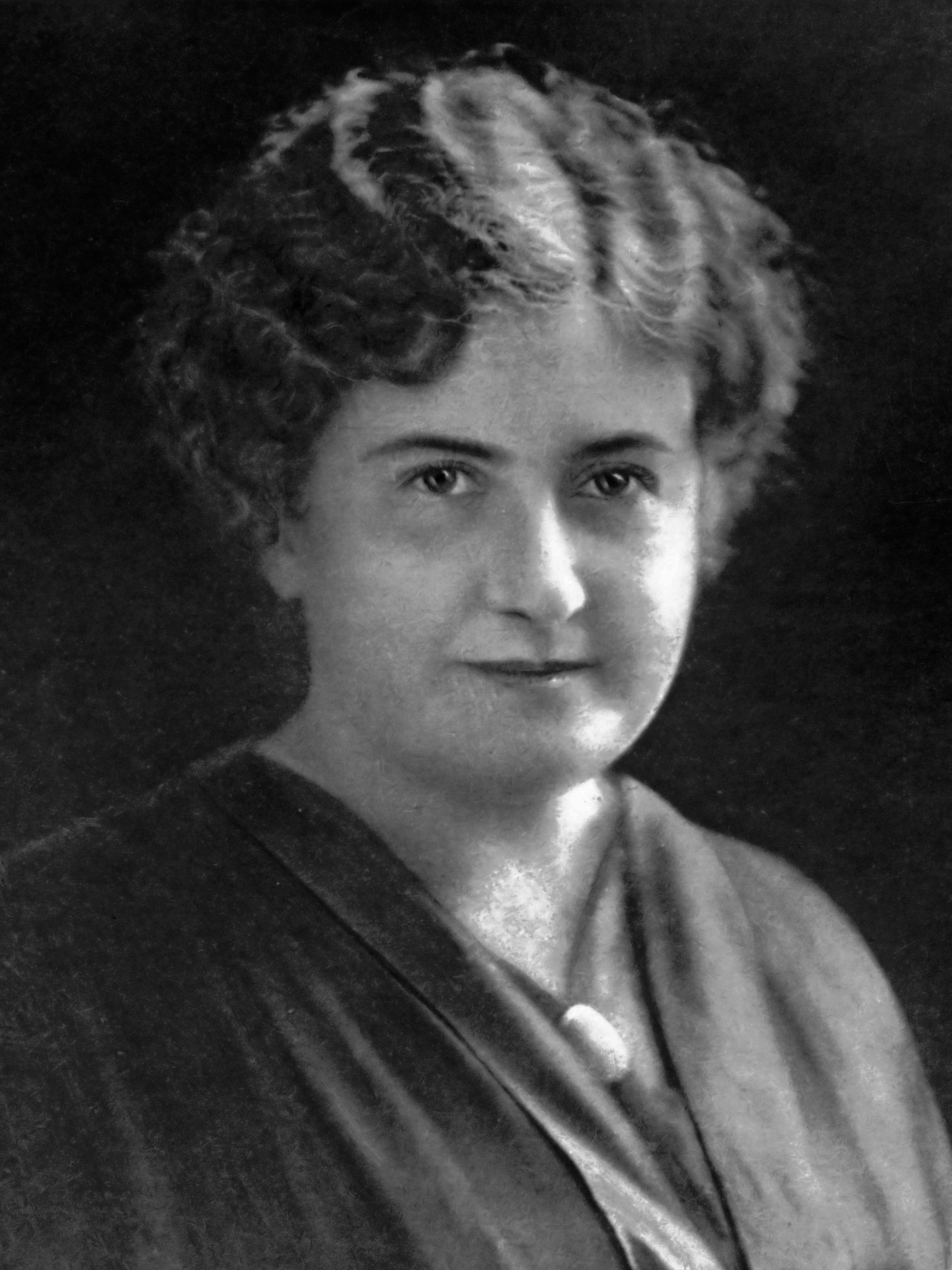
Maria Montessori, medic italian

- 1880: Regina Wilhelmina a Olandei (d. 1962)
- 1885: Ramón Fonst, scrimer cubanez (d. 1959)
- 1887: Friedrich Paneth, chimist britanic de origine austriacă (d. 1958)
- 1897: Fredric March, actor american (d. 1975)
- 1898: Shirley Booth, actriță americană (d. 1992)
- 1904: Nicolae Cernescu, chimist și pedolog român (d. 1967)
- 1908: William Saroyan, prozator și dramaturg american (d. 1981)
- 1912: Ichiji Otani, fotbalist japonez (d. 2007)
- 1914: Richard Basehart, actor american (d. 1984)
- 1916: Robert Hanbury Brown, astronom și fizician britanic (d. 2002)
- 1916: Neagu Djuvara, istoric, diplomat, filozof, jurnalist și romancier român și francez (d. 2018)
- 1917: György Aczél (György Appel), scriitor, jurnalist și politician maghiar (d. 1991)
- 1927: Dan Deșliu, poet român (d. 1992)
- 1928: James Coburn, actor american (d. 2002)
- 1941: Mircea Rădulescu, jucător și antrenor român de fotbal
- 1945: Van Morrison, vocalist, instrumentist și compozitor irlandez
- 1945: Leonid Popov, cosmonaut rus
- 1948: Rudolf Schenker, chitarist german, membru fondator al formației heavy metal Scorpions
- 1949: Hugh David Politzer, fizician american, laureat Nobel
- 1949: Richard Gere, actor american

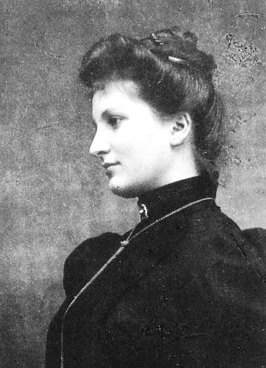
Alma Mahler, personalitate austriaco-americană
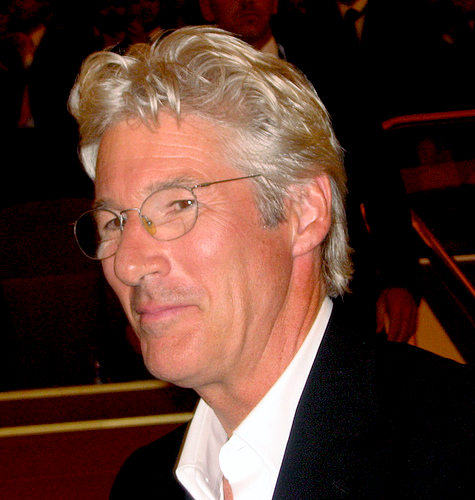
Richard Gere, actor american
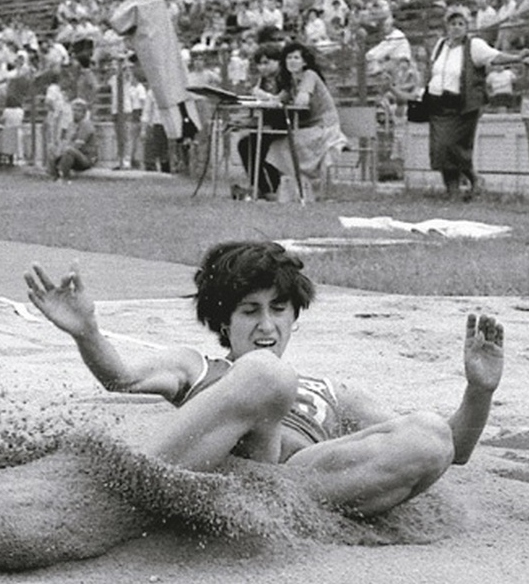
Vali Ionescu, atletă română

- 1956: Gheorghe Dumitru, handbalist român (d. 2012)
- 1960: Daniel Bănulescu, romancier, poet și dramaturg român
- 1960: Vali Ionescu, atletă română
- 1960: Hassan Nasrallah, cleric, om politic, terorist și comandant libanez al Hezbollah (d. 2024)
- 1961: Ioan Gyuri Pascu, actor și muzician român (d. 2016)
- 1965: Margareta Keszeg, atletă română
- 1967: Vasile Brătianu, fotbalist român
- 1967: Iuliana Marciuc, prezentatoare tv
- 1970: Regina Rania a Iordaniei, soția regelui Abdullah al II-lea
- 1974: Teruyoshi Ito, fotbalist japonez
- 1974: Marc Webb, regizor american de videoclipuri, scurtmetraje și de film
- 1975: Adrian Pitu, fotbalist român
- 1976: Virgil Căruțașu, baschetbalist român
- 1977: Jeff Hardy, wrestler profesionist
- 1978: Regiane Alves, actriță braziliană
- 1981: Branko Baković, fotbalist sârb
- 1982: Pepe Reina, fotbalist spaniol
- 1984: Gabriella Szűcs, handbalistă româno-maghiară
- 1987: Ekaterina Diacenko, scrimeră rusă
- 1988: David Ospina, fotbalist columbian
- 1991: Cédric Soares, fotbalist portughez
- 1992: Nicolás Tagliafico, fotbalist argentinian
- 1996: Fabio Jakobsen, ciclist neerlandez

## Decese
- 1056: Teodora, împărăteasă a Bizanțului (n. 981)
- 1422: Regele Henric al V-lea al Angliei (n. 1387)
- 1678: Ludovic al VII-lea, Landgraf de Hesse-Darmstadt (n. 1658)
- 1688: John Bunyan, scriitor englez (n. 1628)
- 1709: Andrea Pozzo, pictor și arhitect italian (n. 1642)
- 1724: Regele Ludovic I al Spaniei (n. 1707)
- 1762: Împăratul Momozono al Japoniei (n. 1741)
- 1772: Marie-Suzanne Giroust, pictoriță franceză (n. 1734)
- 1795: Maruyama Ōkyo, pictor japonez (n. 1733)
- 1811: Louis Antoine de Bougainville, explorator francez (n. 1729)

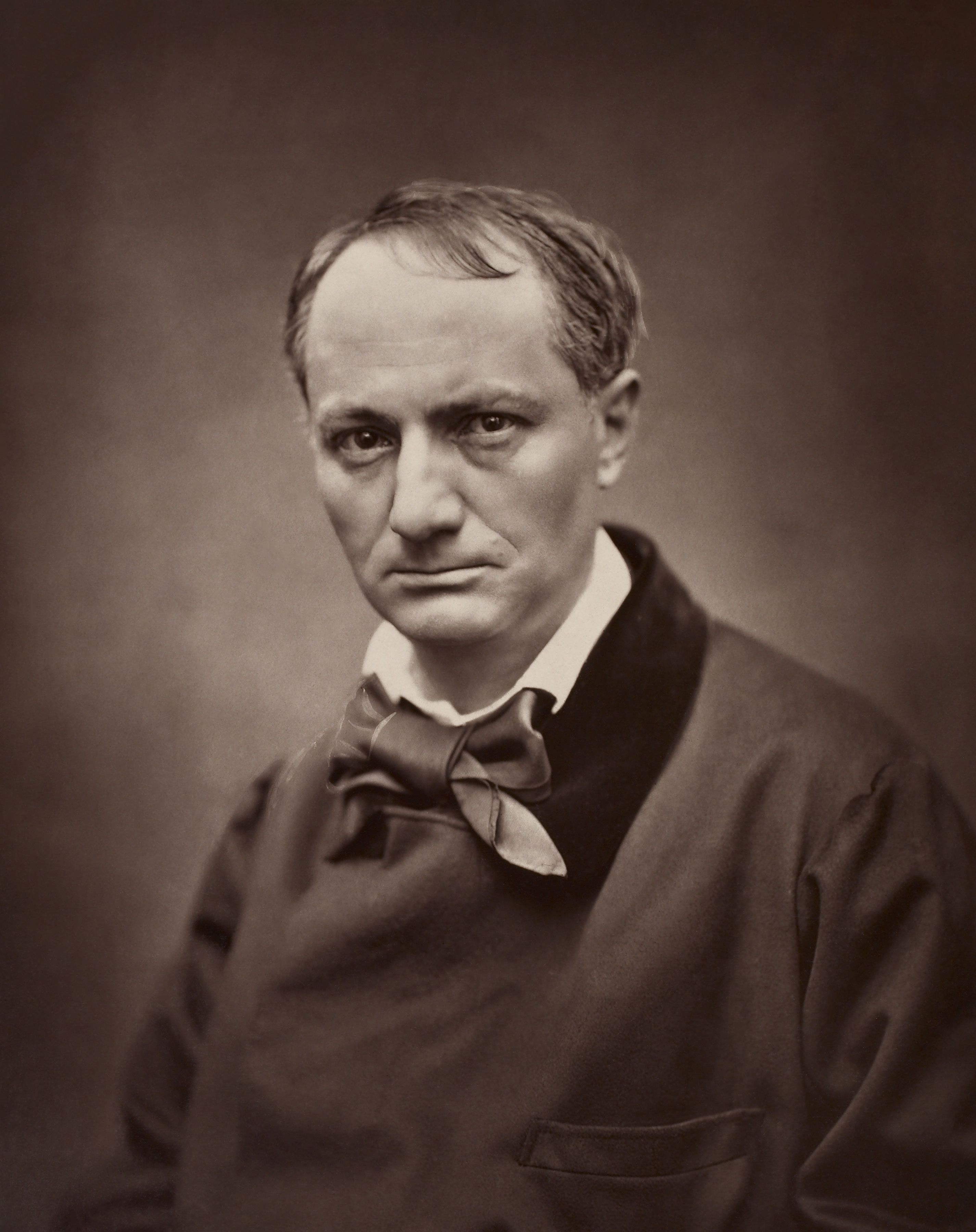
Charles Baudelaire, poet francez
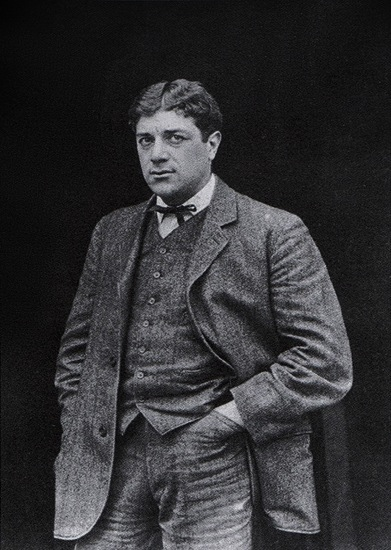
Georges Braque, pictor francez
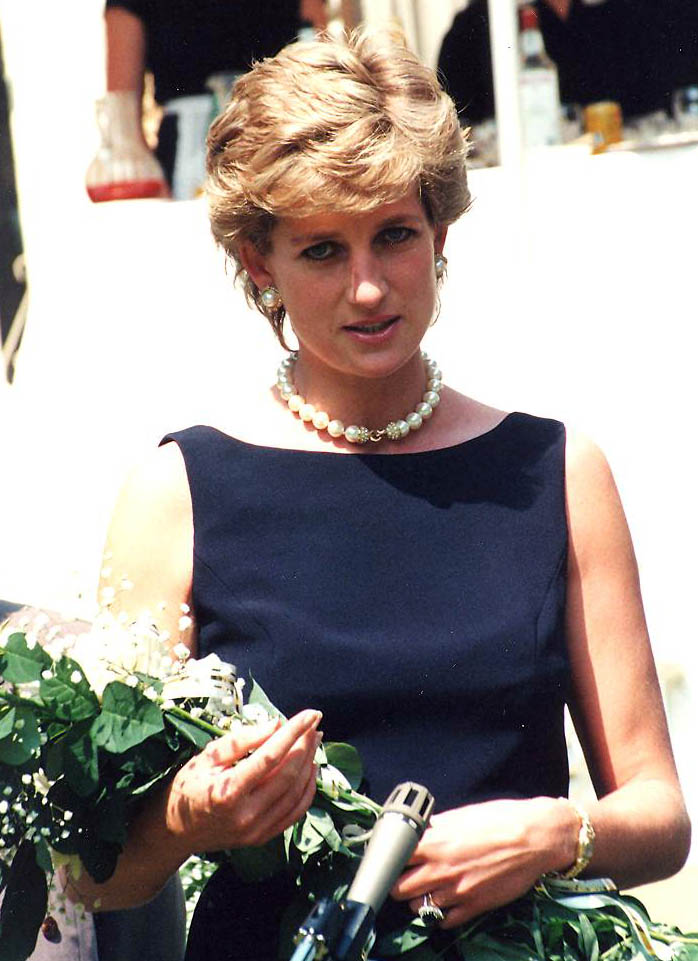
Diana, Prințesă de Wales

- 1834: Karl Ludwig Harding, astronom german (n. 1765)
- 1867: Charles Baudelaire, poet, estetician, critic literar și de artă francez (n. 1821)
- 1868: Dimitrie Cazacovici, istoric și filozof, membru fondator al Societății Academice Române
- 1900: Sir John Bennett Lawes, chimist și agronom englez (n. 1814)
- 1901: Prințul Hermann de Saxa-Weimar-Eisenach  (n. 1825)
- 1935: Georges William Thornley, pictor și gravor francez (n. 1857)
- 1941: Marina Țvetaeva, scriitoare rusă (n. 1892) - asasinată de NKVD
- 1963: Georges Braque, pictor francez, fondator - alături de Pablo Picasso - al cubismului (n. 1882)
- 1969: Rocky Marciano, boxer italo-american (n. 1923)
- 1973: John Ford, regizor american (n. 1895)
- 1997: Diana, Prințesă de Wales (accident de mașină) (n. 1961)
- 2002: George Porter, chimist englez, laureat al Premiului Nobel (n. 1920)
- 2005: Sir Joseph Rotblat, fizician polonez-evreu-britanic, laureat al Premiului Nobel 1995 (n. 1908)
- 2012: Constanța Buzea, poetă română (n. 1941)
- 2014: Ștefan Andrei, politician comunist, ministru de externe român (n. 1931)
- 2020: Pranab Mukherjee, politician indian, al 13-lea președinte al Indiei în perioada 2012-2017 (n. 1935)

## Sărbători
- Așezarea în raclă a Brâului Maicii Domnului; Sf. Ciprian al Cartagenii; Sf. Genadie (calendar ortodox)
- Republica Moldova și România: Ziua Limbii Române și Limba noastră (sărbătoare)
- Polonia: Ziua Solidarității și Libertății
- Kârgâzstan: Ziua națională. Aniversarea proclamării independenței (1991)
- Malaezia: Ziua națională. Aniversarea proclamării independenței (1957)
- Trinidad-Tobago: Ziua națională. Aniversarea proclamării independenței (1962)